# Noblella myrmecoides
Noblella myrmecoides är en groddjursart som först beskrevs av Lynch 1976.  Noblella myrmecoides ingår i släktet Noblella och familjen Strabomantidae. IUCN kategoriserar arten globalt som livskraftig. Inga underarter finns listade i Catalogue of Life.